# Cadereyta Jiménez
Cadereyta Jiménez – miasto w Meksyku, w centralnej części stanu Nuevo León. W mieście znajduje się siedziba gminy o tej samej nazwie. Cadereyta Jiménez według danych Meksykańskiego Instytutu Statystycznego w 2005 liczyło 56 552 mieszkańców, co czyniło go dziewiątym pod względem liczby ludności w stanie Nuevo León, natomiast gminę zamieszkiwało 73 746 ludzi.
Jedną z głównych atrakcji turystycznych jest kościół pw. św. Jana Chrzciciela (San Juan Bautista) zbudowany w sewilskim – hiszpańskim stylu w 1788 roku.

## Źródła zewnętrzne
1. Enciclopedia de los Municipios de México.

## Miasta partnerskie
- McAllen, USA,
- Monclova, Meksyk